# Phyllanthus fluminis-sabi
Phyllanthus fluminis-sabi är en emblikaväxtart som beskrevs av Radcl.-sm.. Phyllanthus fluminis-sabi ingår i släktet Phyllanthus och familjen emblikaväxter.
Artens utbredningsområde är Moçambique. Inga underarter finns listade i Catalogue of Life.